# Thyborøn
Thyborøn es una pueblo pesquero localizado en Jutlandia, Dinamarca. El 1 de enero de 2011 tenía una población de 2241 habitantes.
El pueblo es conocido por los numerosos naufragios ocurridos cercanos a sus costas, de los cuales es más famoso fue el buque de guerra ruso "Alexander Neusky"
Se ubica en la región danesa de Jutlandia Central en el municipio de Lemvig.
- Datos: Q165793
- Multimedia: Thyborøn / Q165793